# Pablo Martín Benavides
Pablo Martín Benavides, beter bekend als Pablo Martin, (Málaga, 20 april 1986) is een golfprofessional uit Spanje.

## Amateur
Van 2001 - 2006 zat Martín in de nationale selectie. Reeds op 17-jarige leeftijd vestigde hij de aandacht van de tourspelers op zich, door als schooljongen na drie rondes aan de leiding te staan van het Canarias Open. 
In 2003 won hij de Orange Bowl in Florida, nadat hij met tien slagen achterstand op de leider aan de laatste ronde was begonnen, Hij scoorde 64, de leider Randy Lowry uit Texas maakte 77 en Pablo won met drie slagen voorsprong. Hij werd meteen de Bllesteros van de toekomst genoemd. maakte Martín studeerde aan de Oklahoma Universiteit, waar hij in het universiteitsteam speelde. Hij werd daar Speler van het Jaar in 2005 en 2006. Hij was nog amateur toen hij het Estoril Open de Portugal won in 2007.

### Gewonnen
- 2001: British Boys Championship (15 jaar en 120 dagen: jongste speler ooit, net als voorheen Mark Mouland)
- 2002: European Under 16 Championship, Spanish Amateur Closed Championship, European Junior Team Championship (winners)
- 2003: Orange Bowl Junior International Championship, Spaans Amateur Kampioenschap
- 2004: English Boys Stroke Play Championship (Carris Trophy)

Tijdens zijn studie in Oklahoma: 
- 2005: Porter Cup, Phil Mickelson Award (Top American College Freshman), Big 12 Championship Player of the Year
- 2006: Jack Nicklaus Award, Fred Haskins Award, Big 12 Championship Player of the Year.
- 2007: Estoril Open de Portugal

### Teams
- ELTK: 2003 (winnaars)
- Eisenhower Trophy 2002, 2006
- Bonallack Trophy 2004
- Palmer Cup 2005, 2006 (winnaars)
- Jacques Leglise Trophy 2002, 2003
- First Team All-American: 2005-2006

## Professional
Pablo Martín won op 1 april 2007 het Portugees Open op de Quinta da Marinha Oitavos Golfe en werd daarna professional. Zijn eerste toernooi als pro was dat jaar het US Open in Oakmont, waar hij op de 30ste plaats eindigde. HIj speelde van 2007-2012 op e Europese Tour en de Sunshine Tour, maar verloo in 2012 zijn speelrecht voor de EUropese Tour en  ging niet naar de Tourschool om zijn kaart weer te halen. Zijn beste jaar was 2011, waar hij in Zuid-Afrika won en tweede werd op het Volvo China Open achter Nicolas Colsaerts.

### Gewonnen

#### Europese Tour
- 2007: Estoril Open de Portugal
- 2009: Alfred Dunhill Kampioenschap  (telt voor seizoen 2010)
- 2010: Alfred Dunhill Kampioenschap  (telt voor seizoen 2011)

#### Sunshine Tour
- 2009-2010: Alfred Dunhill Kampioenschap
- 2010-2011: Alfred Dunhill Kampioenschap